# Michałowski Hrabia

Michałowski I Hrabia

Michałowski II Hrabia

Michałowski Hrabia – polski herb hrabiowski, odmiana herbu Jasieńczyk, albo Poraj-Jasieńczyk nadany w Galicji.

## Opis herbu
Istnieją przynajmniej dwa poglądy na to, jak wyglądały herby hrabiowskie Michałowskich. Według Sławomira Górzyńskiego, podniesieni do rangi hrabiego Michałowscy pieczętowali się herbem Jasieńczyk, zaś herb do jakiego mieli prawo, był Jasieńczykiem z oznakami godności hrabiego:
W polu błękitnym klucz złoty zębem w prawo. Nad tarczą korona hrabiowska, nad którą trzy hełm w koronie z klejnotem: pięć piór strusich. Labry: błękitne, podbite złotem.
Inny pogląd prezentuje Juliusz Karol Ostrowski. Jego zdaniem herb w powyższym kształcie, nazywany przez niego Michałowski II Hrabia, otrzymał w 1885 roku jeden z braci Michałowskich. Natomiast drugi z braci otrzymać miał herb zwany przez Ostrowskiego Michałowski I Hrabia, blazonowany jak poniżej:
W polu czerwonym klucz złoty zębem w prawo, którego ucho zastąpione różą srebrną ze środkiem złotym i listkami zielonymi. Nad tarczą korona hrabiowska, nad którą hełm w koronie, z której klejnot: róża jak w godle. Labry czerwone, podbite srebrem.

## Najwcześniejsze wzmianki
Według Górzyńskiego, herb nazywany przez Ostrowskiego Michałowski II Hrabia został nadany z potwierdzeniem tytułu hrabiowskiego Stanisławowi Michałowskiemu 19 lipca 1865 (dyplom nie został wystawiony), oraz 4 listopada 1885 dla innego Michałowskiego, Romana. Obaj Michałowscy wywodzili się od Jakuba (1659-1663). Według Ostrowskiego, Stanisław miał wywodzić się z linii Jasieńczyków w Małopolsce, którzy za sprawą koligacji rodzinnych, włączyli do swego herbu godło Poraja i pieczętowali się herbem Poraj-Jasieńczyk. Górzyński nie zna herbu nadanego Stanisławowi, przypisuje mu herb Romana.

## Herbowni
Jedna rodzina herbownych (herb własny):
graf von Michałów-Michałowski.